# 哈西·哈里森
哈西·哈里森（英語：Hassie Harrison，1990年3月20日—），是一位美國女演員，因主演電視劇《黃石公園》和《塔科馬消防隊》而知名。

## 早年
哈里森出生於德州達拉斯，她的祖母是當地的酒店業大亨卡羅琳·蘿絲·杭特，而母親於當地的兒童劇院工作，因此哈里森自幼便接觸且喜歡上演戲。哈里森自幼天資聰穎，僅花了一年半時間便完成了高中課程，並在15歲時考入南方衛理會大學，雙主修市場學和文化研究，在學時曾當交換生到哥本哈根修讀歐洲電影研究的課程。大學畢業後，她移居洛杉磯並報讀了當地的戲劇學校，跟隨伊凡娜·查伯克學習演戲，後又加入了即興劇場正直公民旅學習喜劇演出技巧。

## 個人生活
哈里森自2018年起與男演員奧斯汀·尼可斯開始交往。

## 外部連結
- 哈西·哈里森在互联网电影资料库（IMDb）上的資料（英文）

| 年份       | 標題                        | 角色                 | 註         |
| ---------- | --------------------------- | -------------------- | ---------- |
| 2014至2015 | 南國醫戀                    | 露西（Lucy）             | 3集        |
| 2015       | 宇航員之妻俱樂部            | 碎曲奇（Cracked Cookie）           | 1集        |
| 2015       | 絕境之南                    | 潔姆（Jem）             | 電影       |
| 2016       | 查克和便尼（Chunk & Bean）              | 丹妮絲·摩根（Denise Morgan）      | 電視電影   |
| 2017       | 脂肪營（Fat Camp）                  | 史提芬妮（Stephanie）         | 電影       |
| 2018       | 石油大亨                    | 瑪絲·威爾士（Mazie Wales）      | 1集        |
| 2018       | 機動戰犬                    | 克里斯汀（Kirsten）         | 配角；電影 |
| 2019至今   | 塔科馬消防隊                | en\|Lucy McConky}}） | 主演；36集 |
| 2020       | 裝彈暴擊（Max Reload and the Nether Blasters）                | 莉茲（Liz）             | 主演；電影 |
| 2020至今   | 黃石公園                    | 拉勒米（Laramie）           | 常設；9集  |
| 2022       | 返回莉娜（Back to Lyla）                | 莉娜（Lyla）             | 主演；電影 |
| 2025       | 鯊人魔（Dangerous Animals） | 薩佛（Zephyr）       | 電影       |